# سلام برادر (فیلم ۱۹۹۹)
«سلام برادر» (انگلیسی: Hello Brother) فیلمی هندی به کارگردانی سهیل خان است که در سال ۱۹۹۹ منتشر شد. از بازیگران آن می‌توان به سلمان خان، رانی موکرجی، ارباز خان، شاکتی کاپور و جانی لور اشاره کرد.